# Terminal de Autobuses de Primera Clase (Villahermosa,Tabasco)
La Terminal de Autobuses de Primera Clase (Villahermosa, Tabasco), más conocida como la Terminal de Autobuses ADO Villahermosa, es la sede principal del Grupo ADO, en la ciudad mexicana de Villahermosa, Tabasco. 
Que realiza viajes terrestres nacionales hacia diferentes ciudades del país. Ahí ofrecen sus servicios de salidas y llegadas las líneas de primera clase Autobuses de Oriente (ADO), Ómnibus Cristóbal Colón (OCC), así como las clase ejecutiva ADO GL y la de lujo ADO Platino, en tanto existe la otra terminal Central de Autobuses de Tabasco, más conocida como Central de Autobuses de Segunda Clase de Villahermosa, a donde prestan los servicios de segunda clase o económico, como Autobuses Unidos (AU), Autobuses SUR, y Transportes Regionales de Tabasco (TRT).

## Ubicación
Se encuentra en Avenida Francisco Javier Mina esquina con Calle Coronel Lino Merino Villahermosa, Tabasco al norte de la ciudad por la salida al Aeropuerto, en las calles cercanas se encuentran todo tipo de comercios. A 3 calles de ahí en dirección norte, esta la CATAB o Central de Autobuses de Tabasco, donde hay autobuses de cobertura regional.

## Historia
Desde que se inauguró la antigua Terminal de Autobuses ADO Villahermosa en 1957 y se iniciara la ruta Villahermosa-Ciudad de México, junto con la de Coatzacoalcos, desde entonces gracias a los transportistas no solamente de la empresa de primera y segunda clase, también de transportes regional o local. Hay otra terminal de segunda clase conocida como Central de Autobuses de Tabasco, donde solamente hay líneas de segunda clase e intermedios, la Terminal de Autobuses ADO Villahermosa se inauguró en 1978 y se hizo una remodelación en el año 2004 y dos años después se construyó otra terminal por donde esta la de las llegadas y de paso se inauguró dentro de la terminal de dos salidas, cuenta con un pequeño estacionamiento en la parte trasera, caseta telefónica, sala de espera, tienditas, baños, sitio de taxis y afuera  hay transporte público. 
En el año 2008 se inauguró la Nueva Terminal ADO Aeropuerto se encuentra en el Aeropuerto Internacional Carlos Rovirosa Pérez, con las rutas Villahermosa-Coatzacoalcos-Minatitlán, Villahermosa-Cd.del Carmen, debido a la saturación de la Terminal de Autobuses ADO Villahermosa.

## Especificaciones de terminal
- Número de andenes: 42
- Espacios de aparcamiento de autobuses:
- Superficie total de la terminal:
- Servicio de Estacionamiento: Sí
- Número de taquillas:
- Número de locales comerciales:
- Salas de espera: 3

## Destinos
| Líneas de Autobuses                    | Destinos |
| -------------------------------------- | --- |
| Autobuses De Oriente ADO               | Acayucan, Agua Dulce, Alvarado, Balacar, Balancan, Calkini, Campeche, Cancún, Cardel, Cárdenas, Carrillo Puerto, Cerro Azul, Champotón, Chetumal, Cd. Mendoza, Cd. del Carmen, Cd. Lerdo, Coatzacoalcos, Comalcalco, Córdoba, Cosamaloapan, Emiliano Zapata, Escárcega, Frontera, Gutiérrez Zamora, Ixtaltepec, Ixtepec, Juchitán de Zaragoza, Las Choapas, Loma Bonita, Macuspana, Matamoros, Matías Romero, Mérida CAME, Ciudad de México TAPO, Ciudad de México Norte, Minatitlán, Naranjos, Oaxaca, Orizaba, Palenque, Playa del Carmen, Poza Rica, Poza Rica Petromex, Puebla CAPU, Reynosa, Salina Cruz, San Andrés Tuxtla, Santa Cruz, Santiago Tuxtla, Soto la Marina, Tampico, Teapa, Tehuacán, Tehuantepec, Tenosique, Tierra Blanca, Tlalnepantla, Tulum, Tuxpan, Tuxtepec, Unión Hidalgo, Veracruz CAVE, Villa Isla, Xalapa, Xpujil. |
| Autobuses OCC                          | Campeche, Cancún, Cárdenas, Cd. del Carmen, Comitan de Dominguez, Huixtla, Mérida Centro Histórico, Palenque, Pichucalco, Playa del Carmen, San Cristóbal de las Casas, Tapachula, Teapa, Tonala, Tulum, Tuxtla Gutiérrez, Tuxtla Gutiérrez Aeropuerto. |
| ADO PLATINO                            | Ciudad del Carmen, Coatzacoalcos, Mérida Centro Histórico, Mérida Altabrisa, Mérida Terminal Paseo 60, México TAPO, México Norte, Puebla CAPU, Puebla Paseo Destino, Xalapa. |
| ADO GL                                 | Acayucan, Campeche, Cancún, Cárdenas, Cd. del Carmen, Coatzacoalcos, Córdoba, Juchitán de Zaragoza, Mérida Centro Histórico, Mérida Terminal Paseo 60, México TAPO, México Norte, México Sur, Terminal Ejecutiva Sur, Minatitlán, Playa del Carmen, Poza Rica, Puebla, CAPU, Reynosa, Salina Cruz, Tampico, Tapachula, Tehuantepec, Tuxtla Gutiérrez, Veracruz CAVE, Xalapa. |
| ADO Aeropuerto-Conecta                 | Aeropuerto Villahermosa |
| Autobuses SUR                          | Campeche, Cárdenas, Champoton, Coatzacoalcos, Mérida Centro Histórico. |
| Autobuses ATS                          | Campeche, Cárdenas, Frontera, Mérida Centro Historico. |
| Transportes Regionales Tabasqueños TRT | Calkini, Campeche, Cárdenas, Champoton, Chetumal, Emiliano Zapata, Escarcega, Candelaria, Palizada, Jonuta. |

## Transporte público de pasajeros
- Transporte colectivo
- Servicio de taxi